# Sakk-klubok Európa-kupája
A sakk-klubok Európa-kupája az európai sakk-klubok számára az Európai Sakkszövetség által rendezett bajnokság.

## Történelem
Az először 1956-ban kiírt bajnokság az első években Jugoszláviában volt a legnépszerűbb. 1996-ban kezdődtek a rendezvények a nők számára.
Az első és a második férfirendezvény között 20 év telt el. 1976-tól 1982-ig a férfiak számára háromévente, 1982-től 1992-ig már kétévente rendezték a tornákat. 1992 óta évente rendezik a versenyeket, ahogy a nők számára is.

## Győztesek

### Férfiak
Az alábbi lista tartalmazza az összes férfiklubgyőztest:
- 1956  ŠK Partizan
- 1976  Burevestnik Moszkva és  Solingen SG
- 1979  Burevestnik Moszkva
- 1982  Spartacus Budapest
- 1984  Trud Moszkva
- 1986  CSZKA Moszkva
- 1988  CSZKA Moszkva
- 1990  CSZKA Moszkva és  Solingen SG
- 1992  Bayern München
- 1993  Lyon Oyonnax
- 1994  ŠK Bosna és  Lyon Oyonnax
- 1995  Yerevan City
- 1996  Sberbank Tatarstan Kazan
- 1997  Ladia Azov
- 1998  Panfox Breda
- 1999  ŠK Bosna
- 2000  ŠK Bosna
- 2001  Nikel Norilsk
- 2002  ŠK Bosna
- 2003  NAO Paris
- 2004  NAO Paris
- 2005  Tomsk-400
- 2006  Tomsk-400
- 2007  Linex Magic-Mérida
- 2008  Ural Sverdlovskaya oblast  Archiválva 2016. november 21-i dátummal a Wayback Machine-ben
- 2009  Economist-SGSEU-1 Saratov
- 2010  Economist-SGSEU-1 Saratov
- 2011  Saint-Petersburg Chess Federation
- 2012  SOCAR Azerbaijan
- 2013  G-Team Nový Bor
- 2014  SOCAR Azerbaijan

### Nők
Az alábbi lista tartalmazza az összes női klubgyőztest:
- 1996  Agrouniverzal Belgrade és  Merani Tbilisi
- 1997  Goša Smederevska Pal.
- 1998  AEM-Luxten Temesvár
- 1999  Rudenko School Kherson
- 2000  Agrouniverzal Belgrade
- 2001  Agrouniverzal Belgrade
- 2002  BAS Belgrade
- 2003  Internet CG Podgorica
- 2004  NTN Tbilisi
- 2005  NTN Tbilisi
- 2006  Mika Yerevan
- 2007  CE Monte Carlo
- 2008  CE Monte Carlo
- 2009  Spartak Vidnoe
- 2010  CE Monte Carlo
- 2011  AVS
- 2012  CE Monte Carlo
- 2013  CE Monte Carlo
- 2014  Batumi Chess Club „Nona”